# Pro Mahjong Kiwame 64
Pro Mahjong Kiwame 64 est un jeu vidéo de mah-jong sorti en 1997 sur Nintendo 64 uniquement au Japon. Le jeu a été développé et édité par Athena. Il fait partie de la série Kiwame.